# Arroyo Catalán Seco
El arroyo Catalán Seco es un curso de agua uruguayo que recorre el departamento de Artigas. Nace en la cuchilla de Belén y desemboca por la margen derecha del arroyo Catalán. Recibe este nombre debido al escaso caudal que posee. Pertenece a la Cuenca del Plata.